# Mette Gjerskov
Mette Gjerskov (født 28. juli 1966 i Gundsø, død 12. juni 2023) var en dansk socialdemokratisk politiker og minister som var medlem af Folketinget fra 2005 til sin død i 2023. Hun var minister for fødevarer, landbrug og fiskeri fra 3. oktober 2011 til den 9. august 2013 i Helle Thorning-Schmidts første regering.
Mette Gjerskov var Socialdemokratiets folketingskandidat i Roskildekredsen (i Roskilde Amtskreds til 2007 og derefter Sjællands Storkreds) fra 2002 til 2023. Hun blev valgt til Folketinget første gang ved folketingsvalget den 8. februar 2005 og derefter genvalgt ved alle efterfølgende valg. Mette Gjerskov var udviklingsordfører og formand for Folketingets Tværpolitiske Netværk for Seksuel og Reproduktiv Sundhed og Rettigheder. Hun var formand for Det Udenrigspolitiske Nævn 2013-2015 og for Europaudvalget 2015-2016.

## Baggrund
Mette Gjerskov var født i Gundsø som datter af skyldrådsformand Gert Gjerskov og pensioneret overlærer Louise Gjerskov.
Gjerskov var samfundssproglig student fra Amtsgymnasiet i Roskilde.
Hun modtog undervisning i matematik, fysik og kemi på VUC Ballerup og blev i 1993 agronom fra Den Kongelige Veterinær- og Landbohøjskole i København. Efter endt uddannelse blev hun i 1995 ansat som fuldmægtig i Fødevareministeriet. I 1999 blev hun afdelingsleder i Direktoratet for FødevareErhverv, hvor hun var til 2001. Frem til 2004 var hun fuldmægtig i Biotik-sekretariatet i Forbrugerstyrelsen, og fra 2004-05 arbejdede hun som leder af Center for Frivilligt Socialt Arbejde.
Hun var desuden vicepræsident for Dansk Røde Kors i 1999-2004, samt formand for lokalafdelingen i Gundsø i 1994-2005. Derudover var hun medlem af Kontaktudvalget til det frivillige sociale arbejde i perioden 2001-2004.

## Politiske karriere
Mette Gjerskov meldte sig ind i Socialdemokratiet i 1992 og blev valgt til Folketinget for første gang i 2005.
I perioden 2011-2013 var hun Minister for fødevarer, landbrug og fiskeri. Gjerskov rejste den grønne dagsorden i ministeriet, hvor økologi, sprøjtefri randzoner og bæredygtighed fik en meget central placering. Under det danske EU formandskab indgik hun som Fødevareminister en EU aftale om reform af fiskeriet i EU med stop for udsmid af fisk samt bæredygtigt fiskeri i hele EU.
Da Mette Gjerskov stoppede som Fødevareminister, blev hun formand for Udenrigspolitisk Nævn, indtrådte i Folketingets Udenrigsudvalg, og blev partiets udviklingsordfører.
Hun var på et tidspunkt næstformand for den socialdemokratiske folketingsgruppe, og var også formand for Europaudvalget og formand for Folketingets Tværpolitiske Netværk for Seksuel og Reproduktiv Sundhed og Rettigheder. Derudover havde hun en række ordførerskabet for Socialdemokratiet; Miljø- og klimaordfører, energiordfører og forbrugerordfører. Hun var desuden været medlem af Det Udenrigspolitiske Nævn, Udvalget for Forretningsorden, Miljø- og planlægningsudvalget, Europaudvalget, Udenrigsudvalget og Energiudvalget.
Mette Gjerskov var i sin tid i Folketinget ikke bange for at følge egen overbevisning. I 2008 gik Mette Gjerskov, Lone Møller og Lise von Seelen imod Socialdemokraternes ledelse, idet de tre ikke ville stemme for et forbud mod religiøse symboler i det offentlige rum. Desuden stemte hun ikke for lovforslaget i 2016, der gennemførte stramninger på asylområdet – bedre kendt som Smykkeloven. Gjerskov var kendt for at gå imod partilinjen for at kæmpe for den røde sag i Socialdemokratiet
Gjerskov markerede sig i den feministiske sag. Både i forbindelse med kritik af, at Ligestillingsministeren, Karen Ellemann, på sin første dag på jobbet ikke ville kalde sig feminist, og da Præsident Donald Trump fjernede støtten til NGO’er, der beskæftiger sig med abort.

## Sygdom og død
Gjerskov havde sygeorlov fra Folketinget fra oktober 2021 til maj 2022. I den periode var Brian Bressendorff stedfortræder for hende. Hun blev sygemeldt igen i februar 2023 og døde 12. juni 2023 i en alder af 56 år. Jeppe Kofod var hendes stedfortræder i Folketinget fra 28. februar 2023 til 1. maj 2023 og derefter var Tanja Larsson stedfortræder. Tanja Larsson efterfulgte Gjerskov som medlem af Folketinget.